# 伊米尔西丝·特列斯
伊米尔西丝·特列斯（西班牙語：Imilsis Téllez，1959年6月7日—），古巴前女子排球运动员。她曾代表古巴国家队参加1976年和1980年夏季奥林匹克运动会排球比赛，两届比赛均获得第五名。